# Heidrunea lobrita
Heidrunea lobrita is een spinnensoort in de taxonomische indeling van de Trechaleidae.
Het dier behoort tot het geslacht Heidrunea. De wetenschappelijke naam van de soort werd voor het eerst geldig gepubliceerd in 1994 door Antonio D. Brescovit & Höfer.